# Anabell Rivero
Anabell Rivero es una modelo y actriz de televisión venezolana nacida en Caracas el 10 de julio de 1968, que ha participado en diversas series de televisión y telenovelas de la cadena Radio Caracas Televisión es imagen oficial de Tiendas GINA.
En 2012 protagoniza en Colombia ¿Dónde está Elisa?, su primera telenovela fuera de Venezuela.

## Telenovelas
- Venganza... (RCN Televisión - 2017)... Lina Duarte
- Dulce amargo... (Televen - 2012-2013)... Cristina Malavé
- ¿Dónde está Elisa?... (RCN - 2012)... María Antonia León de Casas
- Torrente, un torbellino de pasiones... (Venevisión - 2008)... Valeria Velutini de Gabaldón
- Voltea pa' que te enamores... (Venevisión - 2006-2007)... Betzaida Conde
- Guayoyo Express... (Televen - 2005-2006)... Doctora Ana
- Amor del bueno... (Venevisión Internacional - 2004)... Carolina Moreau
- Lejana como el viento... (Venevisión - 2002)... Tatiana
- Viva la Pepa... (RCTV - 2000-2001)... Celina Requena
- Muñeca de trapo... (Venevisión - 2000)... Ana Karina Ballesteros
- Cuando hay pasión... (Venevisión - 1999)... Michelle Adriana Malavé Betancourt
- María de los Ángeles... (RCTV - 1997)... Lilia
- Volver a vivir... (RCTV - 1996-1997)... Jazmín Teresa